# الخريج (رواية)
الخريج هي رواية صدرت عام 1963م لتشارلز ويب. كتبها بعد فترة قصيرة من تخرجه من كلية وليامز. في عام 1967م، حولت هذه الرواية إلى فيلم ناجح يحمل نفس العنوان "الخريج" من إخراج مايك نيكولز.

## الحبكة
تخرج بنيامين برادوك مؤخرًا من كلية شرقية صغيرة وعاد إلى منزله في إحدى ضواحي مدينة لوس أنجلوس. يبدو بنيامين غير مرتاح بشكل واضح عندما يقدم والديه الأوسمة له ويسأله أصدقاؤه في الحي عن خططه المستقبلية، ويحاول الهرب من أولئك الذين يحاولون تهنئته. تدخل السيدة روبنسون غرفته، وتطرح عليه أسئلة غريبة وتستكشف حياته. بعد أن يوصلها إلى منزلها، تحاول السيدة روبنسون إغوائه. يرفضها بنيامين وينزل بسرعة إلى الطابق السفلي عندما يسمع وصول السيد روبنسون إلى المنزل.
بعد أسبوع من عيد ميلاده الحادي والعشرين، يبدأ بنيامين علاقته مع السيدة روبنسون ويلتقي بها في فندق "تافت". في منتصف سبتمبر، يقضي بنجامين وقته في التجول في حوض السباحة نهارًا، متجاهلاً عمدًا اختيار مدرسة الدراسات العليا، ويرى السيدة روبنسون في الفندق ليلاً. في إحدى الأمسيات، تكشف السيدة روبنسون أنها في زواج بلا حب، لأنها حملت في الأربعينيات من القرن الماضي بابنتها إيلين، وتركت الكلية، وتزوجت لتجنب الفضيحة.
بعد تعرضه لضغوط متزايدة من والديه والسيد روبنسون للذهاب في موعد مع إيلين، اخذها الى الموعد لكنه تعمد تخريب الموعد من خلال القيادة المتهورة وأخذها إلى ناديين وعرض للتعري. يكتشف بنيامين أنه يحب إيلين ويقرر أن يخبرها بكل شيء. إيلين غاضبة وتعود إلى بيركلي حيث هي طالبة جامعية .
بعد عدة أشهر، يذهب بنيامين إلى بيركلي وينتقل إلى منزل للسكن بالقرب من مسكن إيلين. تشعر إيلين بعدم الارتياح في حضوره وتخبره أنها بدأت في مواعدة طالب الطب كارل سميث. تتهمه إيلين باستغلال حالة سكر والدتها واغتصابها، رافضة تصديق أن والدتها هي التي بدأت هذه القضية. أدركت إيلين في النهاية أن والدتها كانت تكذب، وجعلت بنيامين يعدها بعدم مغادرة بيركلي حتى يكون لديه خطط محددة.
عندما يقترح بنيامين الزواج، تقول إيلين إنها تشعر بالقلق بشأن التخرج من الكلية وعلاقتها بوالديها إذا استمرت في رؤيته. يتلقى بنيامين برقية من السيدة روبنسون تطلب منه مغادرة المدينة على الفور. يصل السيد روبنسون إلى الكلية ويخبر بنيامين أنه سيطلق زوجته وينهي شراكته مع السيد برادوك. يجبر السيد روبنسون ابنته على ترك المدرسة ويأخذها بعيدًا، محذرًا بنيامين من الاتصال. يعود بنيامين إلى مسقط رأسه ويتسلل إلى منزل عائلة روبنسون لكنه يواجه السيد والسيدة روبنسون، اللذين يتصلان بالشرطة ويدعيان أن رجلاً اقتحم منزلهما. يهرب بنيامين من المنزل ويعود إلى بيركلي ليجد إيلين.
في مدينة سان فرانسيسكو، يتعلم بنيامين أن كارل سيتزوج إيلين في ذلك الصباح بالذات. يستقل بنيامين طائرة إلى سانتا باربرا، ويجد الكنيسة ويقاطع الحفل. يركض بنيامين نازلاً الدرج إلى ان وصل الى مذبح الكنيسة، فيضرب السيد روبنسون، ويقاتل كارل باستخدام الصليب كسلاح. وفي النهاية يهرب بنيامين وإلين معًا من الكنيسة ويستقلان أقرب حافلة للهروب.

## تتمة
في "المدرسة المنزلية" ، يكافح بنيامين وإلين، المتزوجان الآن ويعيشان في مقاطعة ويستتشستر في نيويورك، من أجل السماح لطفليهما بالتعلم في المنزل . ومن ثم يلجأون إلى السيدة روبنسون لمساعدتهم. تدور أحداث الرواية في السبعينيات. في الحياة الواقعية، ناضل تشارلز ويب (الكاتب) من أجل تعليم أبنائه في المنزل. تمت كتابة التكملة التي تم تلقيها بشكل سيئ بعد حوالي أربعين عامًا من الكتاب الأصلي. 